# Šluspárk
Šluspárk (též Hrad u Úhlejova) je zaniklý hrad u Úhlejova v okrese Jičín v Královéhradeckém kraji. Nachází se jihovýchodně od vesnice u silnice mezi Třebihoští a Miletínem. O hradu nejsou známy žádné písemné prameny a dochovaly se z něj terénní pozůstatky, které jsou chráněny jako kulturní památka.

## Historie
O hradu se nedochovaly žádné písemné prameny a název Šluspárk je nejspíše novodobého původu. Podle archeologického výzkumu byl hrad obýván krátkou dobu okolo poloviny třináctého století a zanikl nenásilnou formou snad už ve čtyřicátých letech téhož století. Jeho zánik mohl souviset s příchodem řádu německých rytířů do Miletína. Vzhledem k malému množství archeologických nálezů je pravděpodobné, že nesloužil jako vrchnostenské sídlo, ale pouze jako vojenský opěrný bod na hranicích šlechtického panství nebo jako tzv. kolonizační provizorium. Podle Tomáše Durdíka přesto Šluspárk patřil k nejstarším šlechtickým hradům nižší kvalitativní úrovně.

## Stavební podoba
Hrad byl postaven na nízkém návrší tvořeném turonským slínovcem. Stavební dispozice byla jednodílná. Hradní jádro má oválný půdorys s rozměry 65 × 30 metrů a bylo opevněno příkopem a vnějším valem. Na přístupové jižní straně bylo opevnění zdvojeno. Val je ve spodní části široký pět až sedm metrů a jeho výška dosahuje okolo tří metrů. Příkop s plochým dnem je široký čtyři až pět metrů. Na východní straně bylo opevnění při stavbě sousední silnice zničeno. Vlastní pahorek jádra byl ohrazen zdí z na sucho kladených kamenů a palisádou. Zástavba bývala převážně dřevěná.